# Colposcenia
Genre
Synonymes
Stigmaphalara Enderlein, 1929
Colposcenia est un genre d'insectes de l'ordre des hémiptères, de la super-famille des Psylloidea, de la famille des Aphalaridae, de la sous-famille des Aphalarinae et de la tribu des Colposceniini.

## Liste des espèces
Colposcenia agnata - 
Colposcenia albomaculata - 
Colposcenia aliena - 
Colposcenia arabica - 
Colposcenia australis - 
Colposcenia bidentata - 
Colposcenia cavillosa - 
Colposcenia conspurcata - 
Colposcenia constricta - 
Colposcenia dioscoridis - 
Colposcenia elegans - 
Colposcenia faceta - 
Colposcenia flaviantenna - 
Colposcenia flavipunctata - 
Colposcenia forficulata - 
Colposcenia galactospila - 
Colposcenia hongliuheana - 
Colposcenia ignota - 
Colposcenia jakowleffi - 
Colposcenia kiritshenkoi - 
Colposcenia linzensis - 
Colposcenia loginovae - 
Colposcenia lurida - 
Colposcenia lutea - 
Colposcenia namibiensis - 
Colposcenia orientalis - 
Colposcenia osmanica - 
Colposcenia paula - 
Colposcenia rubricata - 
Colposcenia tamaricis - 
Colposcenia traciana - 
Colposcenia turanica - 
Colposcenia vicina - 
Colposcenia viridis - 
Colposcenia zonatospila